# Batten, Barton, Durstine & Osborn

Logo van BBDO

Batten, Barton, Durstine & Osborn (BBDO) is een reclamebureau met een wereldwijd netwerk en zijn hoofdkwartier in New York. Het bedrijf heeft vestigingen in 80 landen.

## Geschiedenis
Batten Company werd in 1891 door George Batten opgericht. Barton & Durstine werd in 1919 opgericht door Bruce Barton en Roy Durstine; later kwam Alex Osborn erbij en werd de naam Barton, Durstine & Osborn (BDO). 
Nadat beide bedrijven samen in hetzelfde gebouw, namelijk Knapp building op Madison Avenue zaten, fuseerden ze in 1928 tot Batten, Barton, Durstine & Osborn.
In 1970 ging BBDO samen met het Nederlandse bedrijf Franzen, Hey & Veltman (FHV), opgericht in 1962, tot FHV/BBDO-groep.

## Prijzen
Het bureau viel meermaals in de prijzen, waaronder:
- "Global Agency of the Year" door Adweek
- "Agency of the Year" door Advertising Age
- "USA Today Super Bowl Ad Meter"
- "Agency of the year" door Campaign Magazine
- "Network of the Year" te Cannes (Lions Advertising Festival)

Daarnaast kreeg het diverse prijzen voor reclame en spotjes.

## Varia
- In 1997 stond het bureau in het Guinness Book of Records vanwege het eerste reclamefilmpje in de ruimte, voor Tnuva Milk.